# 大团镇
大团镇是中国上海市浦东新区下辖的一个镇。面积50.45平方公里。户籍人口6.6万人（2008年）。

## 行政区划
大团镇下辖南大居委会、北大居委会、三墩居委会、东大社区居委会、镇南村村委会、车站村村委会、果园村村委会、金石村村委会、赵桥村村委会、海潮村村委会、邵宅村村委会、团西村村委会、金园村村委会、金桥村村委会、园艺村村委会、龙树村村委会、周埠村村委会、扶栏村村委会、团新村村委会、邵村村委会。